# Ranqueles steparius
Ranqueles steparius är en skalbaggsart som beskrevs av Di Iorio 1996. Ranqueles steparius ingår i släktet Ranqueles och familjen långhorningar. Inga underarter finns listade i Catalogue of Life.